# 黎中宗
黎中宗（れいちゅうそう、ベトナム語: Lê Trung Tông）は、後黎朝大越の第14代皇帝（在位：1548年 - 1556年）。名は黎 暄（れい けん、ベトナム語: Lê Huyên）。

## 生涯
荘宗の長男。父帝の死後即位したが、実権は依然として太師・諒国公鄭検の手中にあった。
順平8年（1556年）に22歳で死去した。太祖黎利の系統が絶えたため、鄭検は太祖の兄の藍国公黎除の五世の孫である黎維邦を擁立して即位させた（英宗）。